# Gareth Gates

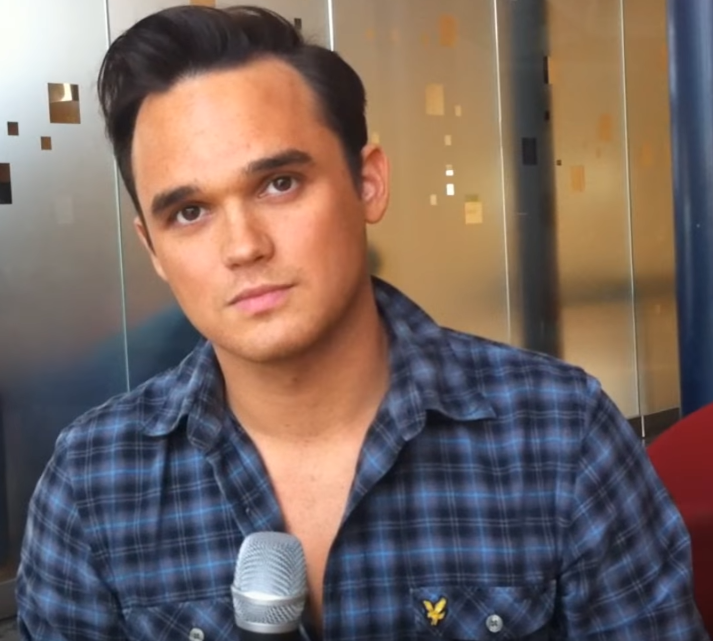
Gareth Gates

Gareth Paul Gates, född 12 juli 1984 i Bradford, England, är en brittisk sångare.
Gates kom tvåa i den brittiska talangjakten Pop Idol 2002. Hans största hit i Sverige är Anyone of Us (Stupid Mistake) som även Mathias Holmgren har spelat in en svensk version av.
Gates är gift med Suzanne Gates (tidigare Mole). Den 6 april 2009 föddes deras första barn, dottern Missy.
Han ersatte Lee Mead i rollen som Joseph i Lloyd-Webber-musikalen Joseph and the Amazing Technicolor Dreamcoat på The Adelphi Theatre i London 2009.

## Diskografi
- What My Hearts Wants to Say innehåller låtar som: Anyone of Us (Stupid Mistake), What my heart wants to say, Spirit in the sky, Suspicious minds, Sunshine.
- Go Your Own Way

- Pictures of the other side